# Diecezja Prince George
Diecezja Prince George – diecezja rzymskokatolicka w Kanadzie. Powstała w 1944 jako wikariat apostolski Prince Rupert. W 1967 podniesiona do rangi diecezji i otrzymała obecną nazwę.

## Biskupi ordynariusze
- Emile-Marie Bunoz OMI (1944–1945)
- Anthony Jordan OMI (1945–1955)
- John Fergus O'Grady OMI (1955–1986)
- Hubert Patrick O'Connor OMI (1986–1991)
- Gerald Wiesner OMI (1992-2013)
- Stephen Jensen (2013–)